# リーヒ級ミサイル巡洋艦
リーヒ級ミサイル巡洋艦（リーヒ級ミサイルじゅんようかん、英語: Leahy-class guided missile cruisers）は、アメリカ海軍のミサイル巡洋艦の艦級。基本計画番号はSCB-172。
1958・9年度計画のミサイル・フリゲート（DLG）として9隻が建造され、1962年より就役を開始した。その後、1975年の類別変更に伴ってミサイル巡洋艦 (CG) に再分類され、これにより、本級はアメリカ海軍史上最小のミサイル巡洋艦となった。

## 来歴
第二次世界大戦後の駆逐艦としては、1946年10月の駆逐艦研究会での検討結果を踏まえて、まず1948年度計画でミッチャー級が建造された。ただし同級では基準3,600トン、全長149メートルまで大型化していたことから、1951年、こちらは対潜巡洋艦（sub-killer cruiser, CLK）として建造された「ノーフォーク」とともに嚮導駆逐艦（Destroyer leader, DL; 後のフリゲート）に格上げされて通常の駆逐艦とは区別され、艦隊駆逐艦としては、1953年度計画より、比較的小型・安価なフォレスト・シャーマン級の建造が開始された。
その後、1954年5月、海軍の長期計画の策定にあたるシンドラー委員会は、フォレスト・シャーマン級のような量産向きの汎用艦よりは、強力な単能艦を整備するよう勧告した。また議会の意向もあって、1956年度計画より、次世代の高速艦隊護衛艦（Fast task force escort）としてミッチャー級の系譜となるファラガット級の建造が開始された。同級は当初、ミッチャー級と同じく54口径127mm速射砲を主兵装とする砲装型防空艦とされていたが、建造途上でテリアミサイルを搭載するミサイル艦に変更された。これにより、同級はアメリカ海軍初の新造ミサイル艦となった。
1956年5月31日、長期的建艦計画委員会のサンダース委員長は、1958年度以降の計画で建造されるミサイル艦は、艦首尾にミサイル発射機を搭載する、いわゆるダブル・エンダー配置を採用するように勧告した。これに応じて、1958年・1959年度計画で建造されたのが本級である。

## 設計
艦船局（BuShips）では、ファラガット級をもとに発展させた長船首楼型の船体に同級の主機を組み合わせたA案と、「ノーフォーク」をもとに発展させた船体にファラガット級の主機を組み合わせたB案が作成された。B案のほうがミサイル搭載数は多かったが、速力の面ではA案のほうが優れていた。またコスト面でもA案のほうが優れていたことから、最終的にA案が選択された。
本級では、航続距離の延伸と指揮統制区画の拡大が要請されたことから、ファラガット級と比して船型は大きく拡大された。また艦首側のMk.10 GMLSを波浪から守るため、艦首にはハリケーン・バウ構造が採用され、顕著なナックルが設けられている。また本級より、マストと煙突を一体化したマック構造が採用され、以後のDLGでも踏襲された。
上記の経緯より、主機は第1世代DLGであるファラガット級のものが踏襲された。同級においては、ミッチャー級以来の蒸気圧力1,200 lbf/in2 (84 kgf/cm2)、温度510℃の高圧高温ボイラー（いわゆるTwelve Hundred Pounder）が踏襲されていた。また蒸気タービンとしても、高・中圧タービンと低圧・後進タービンの2車室を備えた2胴式・2段減速のギヤード・タービンが引き続き採用された。ボイラー2缶とタービン1基をセットにして、両舷2軸を駆動するため2組を搭載しており、機関配置としては、艦首側から前部缶室・前部機械室・後部缶室・後部機械室が並ぶシフト配置とされていた。
また本級では、ミサイル装備の強化に伴って、電源も強化された。出力1,000キロワットのタービン発電機4基とともに、出力300キロワットのガスタービン発電機とディーゼル発電機が1基ずつ搭載された。またその後の改修の際に、電源容量は6,800キロワットに強化されている。

## 装備

### C4ISR
3次元レーダーはAN/SPS-39、対空捜索レーダーはAN/SPS-37ないしAN/SPS-43、対水上捜索用レーダーとしてはAN/SPS-10と、ファラガット級の構成がおおむね踏襲されたが、一部の艦では3次元レーダーはAN/SPS-52に更新された。またソナーも、機種は同じAN/SQS-23だが、上記の通り、本級よりバウ・ドームに収容して搭載する形態とされた。
その後、次世代防空システムとして開発されていたタイフォンの開発頓挫を受けて、1966年度より、本級を含む既存の防空艦の能力を向上させるAAW改修が発動されることになった。本級の改修は1967年から72年にかけて行われ、戦闘指揮所（CIC）には海軍戦術情報システム（NTDS）が導入されて自動化が図られたほか、3次元レーダーもAN/SPS-48に更新された。また1980年代末には、更にNTU改修が行われ、NTDSの戦術情報処理装置は更新強化が図られたほか、AN/SPS-48はAN/SPS-48Eに、また対空捜索レーダーもAN/SPS-49に更新され、AN/SYS-2追尾処理装置との連接が図られた。

### 武器システム
1956年10月に発出された幕僚要求では、本級は高速機動部隊の直衛艦として、対空・対水上・対潜の任務を遂行することを求められた。この要求にもかかわらず、本級は、アメリカ海軍のフリゲート（DL）としては唯一、対水上打撃戦任務の艦砲をもたない艦級であり、対艦兵器としては、核弾頭装備のテリアミサイルおよびアスロックを用いることが想定されていた。
対空兵器としては、テリア・システムを装備している。その発射機であるMk.10 GMLSは艦の前後に2基が配置されているが、このようなダブル・エンダーの武装配置は、本級で初めて採用されたものであった。発射機の背後には、それぞれ主甲板下に4層分の高さを確保して、3シリンダー（各20発）式の発射システムが設けられた。4層のうち、最上層が組立・装填区画、下3層が弾庫とされており、弾庫から上層に輸送されたミサイルは組立・装填区画でフィンの装着など最終組立措置を受けたうえで、ミサイル発射機のレールに向けて送り出される。またここで用いられる艦対空ミサイルとしては、当初はテリアが用いられていたが、AAW改修によりSM-1ER、またNTU改修によりSM-2ERの運用に対応した
また、対潜兵器としては324mm3連装魚雷発射管に加えてアスロック対潜ミサイルが搭載され、これらを指揮するため低周波・大出力のAN/SQS-23ソナーとMk.111水中攻撃指揮装置（UBFCS）が搭載された。
1967年から1972年にかけて全艦が海軍戦術情報システム（NTDS）を搭載したが、当時のコンピュータはかなり大型であり、艦の主要部がこれらの電子機器によって占拠されることになってしまった。

### 兵装・電装要目
|                   | 竣工時                                                   | 改修後                        |
| ----------------- | -------------------------------------------------------- | ----------------------------- |
| 兵装              | 50口径76mm連装速射砲×2基                                 | Mk.15 20mmCIWS×2基            |
| 兵装              | Mk.10 連装ミサイル発射機×2基 (テリア→スタンダードER SAM) |                               |
| 兵装              | －                                                       | ハープーンSSM 4連装発射筒×2基 |
| 兵装              | アスロックSUM 8連装発射機×1基                            |                               |
| 兵装              | 324mm3連装魚雷発射管×2基                                 |                               |
| FCS               | Mk.63 (砲用)                                             | －                            |
| FCS               | Mk.76×4基 (SAM用)                                        |                               |
| FCS               | Mk.111 (水中用)                                          | Mk.114 (水中用)               |
| C4I               | －                                                       | NTDS戦術情報処理装置          |
| C4I               | WDS Mk.7                                                 | WDS Mk.14                     |
| レーダー          | AN/SPS-39 3次元式                                        | AN/SPS-48 3次元式             |
| レーダー          | AN/SPS-37/43 対空捜索用                                  | AN/SPS-49 対空捜索用          |
| レーダー          | AN/SPS-10 対水上捜索用                                   | AN/SPS-67 対水上捜索用        |
| ソナー            | AN/SQS-23 船首装備式                                     | AN/SQS-23 船首装備式          |
| 電子戦・ 対抗手段 | AN/WLR-1 電波探知装置                                    | AN/SLQ-32(V)3電波探知妨害装置 |
| 電子戦・ 対抗手段 | AN/ULQ-6 電波妨害装置 ※後日装備                          | AN/SLQ-32(V)3電波探知妨害装置 |
| 電子戦・ 対抗手段 | －                                                       | Mk.137 6連装デコイ発射機×4基  |
| 電子戦・ 対抗手段 | －                                                       | AN/SLQ-25 対魚雷デコイ装置    |

## 同型艦
最初の3隻はバス鉄工所で建造された。続く2隻はニューヨーク造船所で建造され、残る艦はトッド・パシフィック造船所、サンフランシスコ海軍造船所、ピュージェット・サウンド海軍造船所で建造された。また1959年度計画で建造されたベインブリッジ（USS Bainbridge, CGN-25）は、動力が原子力推進である以外はリーヒ級と同一であった。
1990年代前半に全艦が退役、除籍され廃棄のため海事局に移管された。9隻の内2隻が国防予備船隊の一部としてカリフォルニア州のサスーン湾に係留されている（写真 Google マップ）。
| 艦番号 | 艦名                                             | 建造所                    | 起工           | 就役            | 退役            | その後                              | リンク |
| ------ | ------------------------------------------------ | ------------------------- | -------------- | --------------- | --------------- | ----------------------------------- | ------ |
| CG-16  | リーヒ USS Leahy                                 | バス鉄工所                | 1959年 12月3日 | 1962年 8月4日   | 1993年 10月1日  | 2005年7月6日 スクラップとして解体   |        |
| CG-17  | ハリー・E・ヤーネル USS Harry E. Yarnell         | バス鉄工所                | 1960年 5月31日 | 1963年 2月2日   | 1993年 10月20日 | 2002年4月17日 スクラップとして解体  |        |
| CG-18  | ウォーデン USS Worden                            | バス鉄工所                | 1961年 9月19日 | 1963年 8月3日   | 1993年 10月1日  | 2000年6月17日 艦隊演習で海没処分    |        |
| CG-19  | デイル USS Dale                                  | ニューヨーク              | 1960年 9月6日  | 1963年 11月23日 | 1994年 9月27日  | 2000年4月6日 艦隊演習で海没処分     |        |
| CG-20  | リッチモンド・K・ターナー USS Richmond K. Turner | ニューヨーク              | 1961年 1月9日  | 1964年 6月13日  | 1995年 3月31日  | 1998年8月9日 艦隊演習で海没処分     |        |
| CG-21  | グリッドレイ USS Gridley                         | ピュージェット・ サウンド | 1961年 7月31日 | 1963年 5月25日  | 1994年 1月21日  | 2005年3月31日 スクラップとして解体  |        |
| CG-22  | イングランド USS England                         | トッド・ パシフィック     | 1960年 10月4日 | 1963年 12月7日  | 1994年 1月21日  | 2004年10月20日 スクラップとして解体 |        |
| CG-23  | ハルゼー USS Halsey                              | サン・ フランシスコ       | 1960年 8月26日 | 1963年 7月20日  | 1994年 1月28日  | 2003年11月30日 スクラップとして解体 |        |
| CG-24  | リーヴス USS Reeves                              | ピュージェット・ サウンド | 1960年 7月1日  | 1964年 5月15日  | 1993年 11月12日 | 2001年6月1日 艦隊演習で海没処分     |        |

## 登場作品
『沈黙の艦隊』
「デイル」が登場。原子力潜水艦「やまと」を攻撃するが、魚雷による反撃を受けて損傷する。